# Thomas Castberg
Thomas Castberg (født c. 1975) er en dansk kok og tv-vært kendt fra fjernsynsprogrammerne Masterchef Danmark og Med kniven for struben.

## Karriere
Han blev dommer på danske udgave af Masterchef i januar 2011. I femte sæson af Med kniven for struben i 2016 blev Castberg ny vært, hvor han skulle forsøge at hjælpe nødlidende restauranter.
Han har blandt andet været kok hos Michelinrestauranten Kommandanten i København samt køkkenchef hos Aarstiderne og Meyers Madhus.
Han er desuden forfatter til bogen "Masterclass" som blev udgivet i 2015.

## Anden virke
I 2014 var Castberg ude for en voldsom mountainbikeulykke hvor højre side af hans ansigt blev knust. Ansigtet krævede en 7 timer lang operation for at blive rekonstrueret. Castberg danner par med sangeren Stine Hjelm Jacobsen, og i 2018 fik de en datter.